# Чемпионат СССР по дзюдо среди женщин
Чемпионат СССР по дзюдо среди женщин — соревнование по дзюдо за звание чемпиона СССР среди женщин. Первый прошёл в 1987 году в Минске. В дальнейшем проходил ежегодно. Последний чемпионат состоялся в 1991 году. В 1992 году в связи с распадом СССР прошёл единственный Чемпионат СНГ по дзюдо среди женщин.

## Чемпионат 1987 года
1-й Чемпионат СССР по дзюдо среди женщин. Минск, 9-12 июля 1987 года
| Весовая категория           | Золото                       | Серебро                    | Бронза                                           |
| --------------------------- | ---------------------------- | -------------------------- | ------------------------------------------------ |
| Наилегчайший вес (до 48 кг) | Ольга Крутолевич Белоруссия  | Асраташвили Н. Грузия      | Игнатчук Т. Украина Идрисова Л. Ленинград        |
| Полулёгкий вес (до 52 кг)   | Гаврилова Т. Украина         | Морозова Е. РСФСР          | Кветкаускайте Д. Литва Федорова Е. Ленинград     |
| Лёгкий вес (до 56 кг)       | А. Карасёва Набережные Челны | Гукалова И. РСФСР          | Кастырко Е. Москва Казакова Е. Москва            |
| Полусредний вес (до 61 кг)  | Гулеватова Н. РСФСР          | Тарногурская Л. Белоруссия | Мацюлевич А. Литва Рахматуллина Р. РСФСР         |
| Средний вес (до 66 кг)      | Елизарова Е. Москва          | Михалина Т. Москва         | Комыш Л. РСФСР Савченко С. РСФСР                 |
| Полутяжёлый вес (до 72 кг)  | Бартошевич И. Литва          | Елена Бесова Ленинград     | Михаль Г. Белоруссия Зарицкая О. Украина         |
| Тяжёлый вес (свыше 72 кг)   | Ирина Емельянова Белоруссия  | Елена Гущина Ленинград     | Ирина Стешенко Украина Светлана Гундаренко РСФСР |
| Абсолютная категория        | Елена Гущина Ленинград       | Ирина Стешенко Украина     | Муханова И. Москва Жуликова И. РСФСР             |

## Чемпионат 1988 года
2-й Чемпионат СССР по дзюдо среди женщин. Архангельск, 28-31 июля 1988 года
| Весовая категория           | Золото                        | Серебро                  | Бронза                                            |
| --------------------------- | ----------------------------- | ------------------------ | ------------------------------------------------- |
| Наилегчайший вес (до 48 кг) | Ольга Крутолевич Могилёв      | Вяткина Е. Александров   | Идрисова Л. Ленинград Егорова Е. Куйбышев         |
| Полулёгкий вес (до 52 кг)   | Кветкаускайте Д. Паневежис    | Курочкина Е. Баку        | Колесова А. Саратов Федорова Е. Ленинград         |
| Лёгкий вес (до 56 кг)       | Волобуева Т. Сургут           | Мешкова Е. Москва        | Жидкова Г. Дзержинск Максимова Т. Чебоксары       |
| Полусредний вес (до 61 кг)  | Тарногурская Л. Минск         | Киямова Н. Наманган      | Мацюлевич А. Вильнюс Пожерайте А. Каунас          |
| Средний вес (до 66 кг)      | Гордеева В. Рига              | Врублевская В. Мариуполь | Елена Котельникова Липецк Манаенкова С. Ленинград |
| Полутяжёлый вес (до 72 кг)  | Савенкова Г. Минск            | Татьянеченко Т. Уральск  | Нестерова Г. Майкоп Елена Бесова Ленинград        |
| Тяжёлый вес (свыше 72 кг)   | Светлана Гундаренко Челябинск | Жуликова И. Новокузнецк  | Ирина Стешенко Запорожье Елена Гущина Ленинград   |
| Абсолютная категория        | Ирина Емельянова Минск        | Жуликова И. Новокузнецк  | Козловская В. Минск Муханова И. Москва            |

## Чемпионат 1989 года
3-й Чемпионат СССР по дзюдо среди женщин. Минск, 26-29 января 1989 года
| Весовая категория           | Золото                        | Серебро                    | Бронза                                           |
| --------------------------- | ----------------------------- | -------------------------- | ------------------------------------------------ |
| Наилегчайший вес (до 48 кг) | Шилова Е. Ангарск             | Егорова Е. Каунас          | Татьяна Кувшинова Дзержинск Кузьмина Т. Могилёв  |
| Полулёгкий вес (до 52 кг)   | Гаврилова Т. Львов            | Кветкаускайте Д. Паневежис | Горнашевич А. Минск Морозова Е. Дзержинск        |
| Лёгкий вес (до 56 кг)       | Матневская Л. Мариуполь       | Волобуева Т. Сургут        | Мешкова Е. Москва Жидкова Г. Дзержинск           |
| Полусредний вес (до 61 кг)  | Елена Петрова Ленинград       | Киямова Н. Наманган        | Николаева М. Ленинград Озеркина С. Дзержинск     |
| Средний вес (до 66 кг)      | Гордеева В. Рига              | Барабулькина Г. Липецк     | Елена Гусева Москва Лебедева Е. Пермь            |
| Полутяжёлый вес (до 72 кг)  | Елена Бесова Ленинград        | Лизунова О. Минск          | Нестерова Г. Майкоп Солодчук С. Курган           |
| Тяжёлый вес (свыше 72 кг)   | Светлана Гундаренко Челябинск | Елена Гущина Ленинград     | Ирина Стешенко Запорожье Жуликова И. Новокузнецк |
| Абсолютная категория        | Ирина Стешенко Запорожье      | Ирина Емельянова Минск     | Светлана Гундаренко Челябинск Лисянская С. Киев  |